# Pudož
Pudož (in russo Пудож?, in finlandese Puutosi, in careliano Puudoži ed in vepsiano Pudož) è una città della Russia nella Repubblica di Carelia, che ospita una popolazione di circa 9.000 abitanti. La città è situata sulle rive del fiume Vodla a circa 350 km ad est di Petrozavodsk, non lontana dal Lago Onega. Fondata nel 1382, ha ottenuto lo status di città nel 1785 ed è capoluogo del Pudožskij rajon.